# Югов, Олег Кириллович
Олег Кириллович Югов (1934—1991) — советский авиаконструктор, учёный.

## Биография
Родился в Забайкалье в семье военного.
Окончил Московский авиационный институт (1957).
В 1957—1959 — инженер в Лётно-исследовательском институте (ЛИИ). В 1959—1966 — научный сотрудник ОКБ А. Н. Туполева.
С 1966 г. работал в ЦИАМ, с 1970 г. — начальник сектора, с 1983 — начальник отдела.
Кандидат (1964), доктор (1980) технических наук.

### Награды
Лауреат премии им. Н. Е. Жуковского 1985 г. в составе группы сотрудников ЦИАМ: О. К. Югов, О. Д. Селиванов, Г. В. Васильев и О. С. Гуревич.